# Fleischer Frigyes
Mateóci Fleischer Frigyes (Mateóc, 1813. január 3. – Lőcse, 1890. január 7.) magyar orvos, tanár.

## Élete
Szegény szülőktől származott. A gimnáziumot Késmárkon és Eperjesen végezte; legnagyobbrészt magántanítással tartotta fenn magát, így Vachott Sándornak és Vahot Imrének is házitanítója volt; egyetemi évei alatt is folyvást nevelősködött és miután letette az orvosi szigorlatot (1839), két évig az egyetemen segédkezett, azután kiment Berlinbe, hol a nagy hírű Dieffenbach legkedvesebb magántanítványa volt; 1842 őszén visszatért hazájába és szülővárosában telepedett le, mint gyakorló magánorvos. 1863-ban Szepes vármegye főorvosává nevezték ki, állandó lakhelyét szeptember 3-án Lőcsébe tette át. A koronás aranyérdemkereszt tulajdonosa, Szepes vármegye tiszti főorvosa, a szepesi orvos- és gyógyszerész-egylet elnöke volt.

## Munkái
- Dissertatio inaug. pharm. de virtute narcoticorum. Budae, 1839
- Az Orvosi Tárban (I. 1842) megjelent tőle: Orvosi közlemények Poprád völgyéből